# Deuce (Beautiful Creatures)
Deuce è il secondo album in studio del gruppo statunitense Beautiful Creatures, pubblicato nel 2005. 

## Tracce
1. Anyone – 2:40
2. Freedom – 2:56
3. Unforgiven – 3:53
4. Save Me – 3:28
5. Superfly – 2:47
6. Empty – 3:37
7. Never – 2:29
8. Straight to Hell – 2:48
9. The Unknown – 0:42
10. Ton of Lead – 5:30
11. Brand New Day – 3:10
12. Thanks – 3:32
13. I Won't Be the One – 0:17

## Formazione
- Joe LeSte — voce
- Alex Grossi – chitarra
- Anthony Focx — chitarra, cori
- Kenny Kweens — basso
- Matt Starr — batteria